# Drill (tessuto)

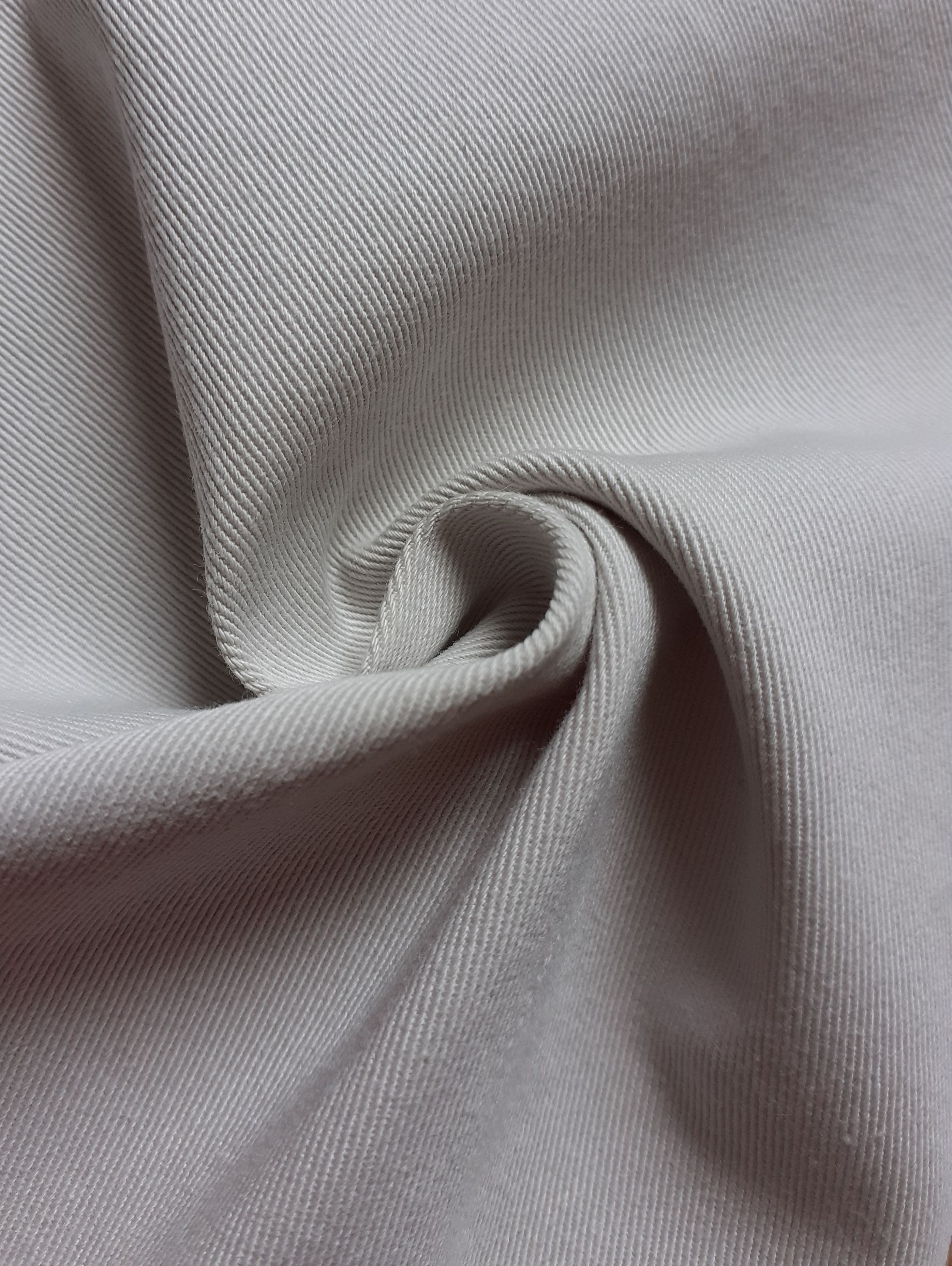
Tessuto di drill

Il drill è un tessuto in cotone cardato ad armatura diagonale. Il tessuto è pesante e simile al denim (ma tinto in pezza e non in filo), la sua caratteristica principale è quella di essere resistente a sfregamenti e strappi. È usato nell'abbigliamento casual, nella confezione di giacche e pantaloni estivi.

## Storia
Data la sua resistenza, il tessuto venne utilizzato a partire dalla metà del XIX secolo per le uniformi militari britanniche e francesi, con questa stoffa veniva realizzato un modello di pantalone conosciuto come chino, un modello morbido e comodo, dal taglio a sigaretta. Al rientro dei veterani dalla guerra, il modello chino acquisì popolarità nell'abbigliamento civile, diventando popolare negli Stati Uniti. I chinos vennero utilizzati anche durante la seconda guerra mondiale, diventando poi, negli anni '50 e '60, popolari tra gli studenti universitari.